# Stiftung Ambulantes Kinderhospiz München

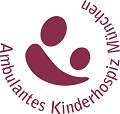
Logo Stiftung Ambulantes Kinderhospiz München

Die Stiftung Ambulantes Kinderhospiz München (kurz: AKM) ist eine gemeinnützige Stiftung, die 2004 von dem Ehepaar Christine und Florian Bronner aus eigener Betroffenheit heraus in München gegründet wurde. 2019 kamen drei regionale Zentren in Landshut, Rosenheim und Inning am Ammersee dazu. Im Jahr werden aktuell über 600 Familien von etwa 100 hauptamtlichen und rund 300 ehrenamtlichen Mitarbeitern sowie einem Partnernetzwerk betreut. Schirmherrin der Stiftung ist seit Oktober 2013 Staatsministerin a. D. Melanie Huml, Mdl.

## Ziel & Leitbild
Nach eigenen Angaben versteht sich die Stiftung in erster Linie als Lebens- und nicht vorrangig als Sterbebegleitung. Anders als in der Erwachsenenhospizarbeit betreuen Kinderhospizdienste laut § 39a Abs. 1 Satz 4 SGB V Familien mit Ungeborenen, Neugeborenen, Kleinkindern, Kindern und Jugendlichen in der Regel ab dem Zeitpunkt der Diagnose und somit über den gesamten Krankheitsverlauf. Die Betreuungszeit kann somit mehrere Jahre betragen und bei einem günstigen Krankheitsverlauf auch mit der Gesundung des Kindes enden. Dabei wird stets das gesamte Familiensystem in die Fürsorge mit einbezogen, also auch Eltern und Geschwisterkinder. Im Sinne der Kindeswohlsicherung werden seit 2016 auch Familien mit schwerkranken Eltern, in denen Minderjährige leben, unterstützt. Das Leitbild der Stiftung lautet: „Nicht das Leben mit Tagen, sondern die Tage mit Leben füllen!“

## Leistungen
Die Stiftung bietet neben dem klassischen Kinderhospizdienst auch Leistungen für die Alltags- und Lebenshilfe an und greift dabei auf ein Netzwerk aus Ärzten, Psychologen, Kinderkrankenschwestern, Sozialarbeitern und weiteren Berufsgruppen zurück.
Kinderhospizarbeit
Durch das Erstgespräch mit einer Koordinatorin werden Möglichkeiten der Unterstützung aufgezeigt. In dieser Beratung werden sowohl psychosoziale als auch sozialrechtliche Themen gemeinsam durchgesprochen. Des Weiteren unterstützt die Koordination bei der Vermittlung ergänzender Hilfen wie zum Beispiel Therapiemöglichkeiten, Rechtsberatung oder psychologischer Hilfe.
Sozialmedizinische Nachsorge
Ziel der Sozialmedizinischen Nachsorge soll die an einen Krankenhausaufenthalt anschließende ambulante Behandlung sicherstellen und den Übergang ins häusliche Umfeld erleichtern.
Teilhabeorientierte Angebote
Die Kernaufgabe der Teilhabeorientierten Angebote ist es, Familien zu stärken und präventiv zu stützen. Dazu gehören u. a. Mütter-/Vätertreff, Bewegungs- und Entspannungsangebote, Outdoor-Aktivitäten oder Geschwistertage.
Therapeutische Begleitung
Bei Bedarf erhalten die Betroffenen eine direkte therapeutische Unterstützung. Hausbesuche sind dabei die Regel, um so die Familien zu unterstützen.
Krisendienst – RUF24
Der Krisennotruf RUF24 ist rund um die Uhr erreichbar. Der Dienst bietet eine kostenlose Rufbereitschaft für krisenhafte Ausnahmesituationen.
Angehörigenberatung
Gemeinsam wird die Pflegesituation zu Hause angesehen, psychosoziale Unterstützung und Entlastung bereitgestellt und bei Behördenangelegenheiten unterstützt.

## Finanzierung und Unterstützung
Die Dienste des AKM sind für die betroffenen Familien kostenfrei. Jährlich fallen pro Familie durchschnittlich 6.500 Euro an. Da das ambulante Angebot der Stiftung von den Krankenkassen nur zu maximal einem Viertel gefördert wird, ist die Stiftung auf Spendengelder zur Finanzierung ihrer Arbeit angewiesen. Im Jahr 2023 lagen die Einnahmen bei rund 7,2 Millionen Euro.
Die Arbeit der Stiftung wird nicht regelhaft vom Staat subventioniert. Neben Geldspenden besteht die Möglichkeit, den Dienst durch ehrenamtliche Tätigkeiten, Sachspenden, Familienpatenschaften oder dem Erfüllen von Herzenswünschen seitens der erkrankten Kinder zu unterstützen. Die Unterstützung von rund 300 Ehrenamtlichen in den Bereichen Kinderhospizarbeit, Öffentlichkeitsarbeit und dem Krisentelefon RUF24 trägt erheblich dazu bei, dass die Stiftung ihre Leistungen dauerhaft anbieten kann. Außerdem kann die Stiftung auf die Hilfe und Multiplikatoren-Wirkung prominenter Botschafter zählen.

## Haus ANNA
In den kommenden Jahren möchte die Stiftung seinen ambulanten Dienst durch teilstationäre Einrichtungen ergänzen. Geplant sind vier Standorte: Das Konzept Haus ANNA kombiniert jeweils die vier bestehenden ambulanten kinderhospizlichen Versorgungszentren im Großraum München, Oberbayern und Niederbayern mit einem ergänzenden Angebot im teilstationären Bereich. Das erste Haus ANNA wurde im September 2023 im niederbayerischen Eichendorf eröffnet. Nach eigenen Angaben ist das Modell deutschlandweit derzeit einzigartig.

## Auszeichnungen und Preise
Die Stiftung Ambulantes Kinderhospiz München hat in den letzten Jahren zahlreiche Auszeichnungen und Preise für ihr vorbildliches Engagement erhalten.